# Büchereizentrale Schleswig-Holstein

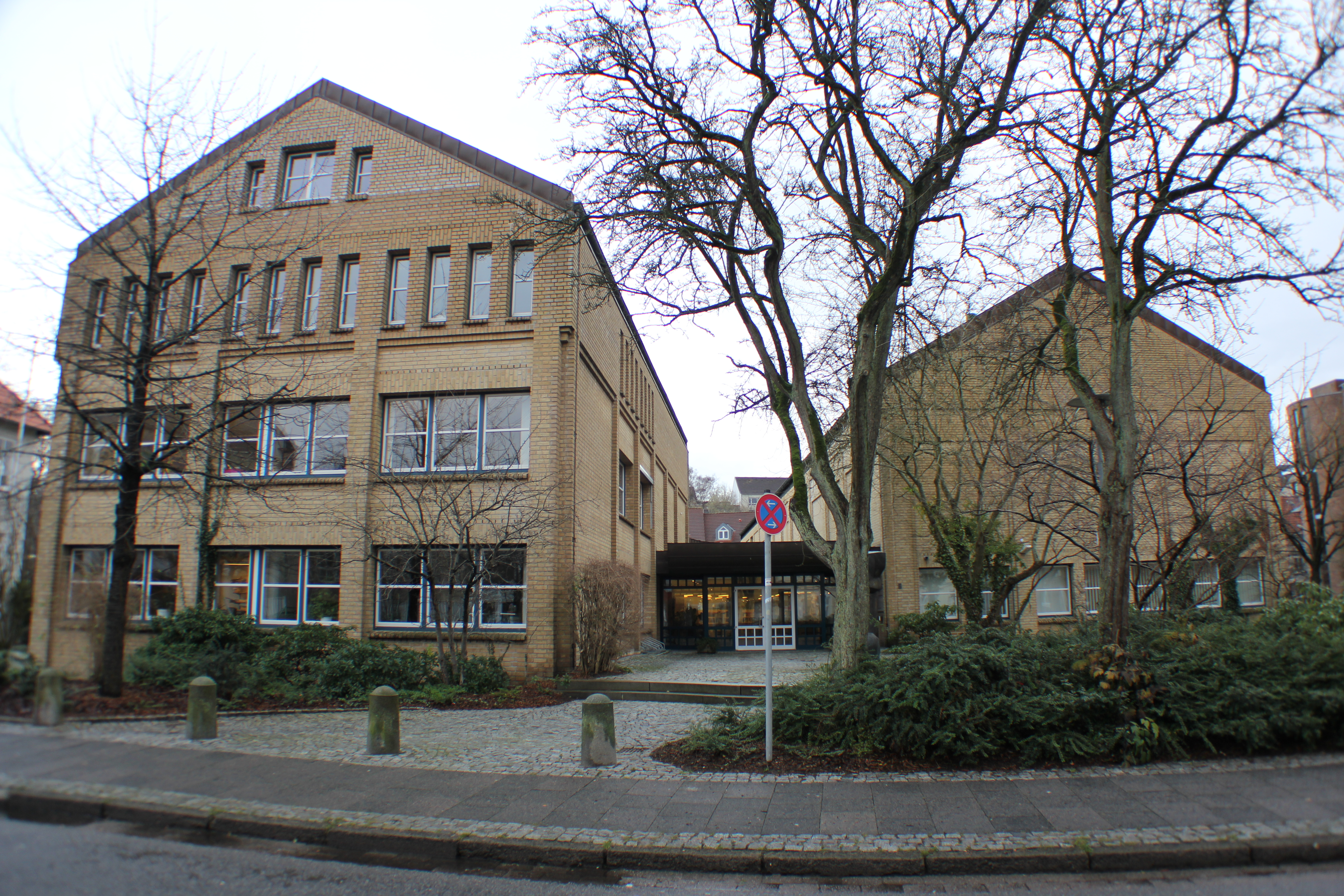
Links die Büchereizentrale Flensburg

Die Büchereizentrale Schleswig-Holstein (BZSH) ist eine Fachstelle für öffentliche Bibliotheken in Schleswig-Holstein. Sie ist in Trägerschaft des gemeinnützigen und kommunal getragenen Büchereiverein Schleswig-Holstein e. V. mit den Standorten in Rendsburg und Flensburg.

## Aufbau und Organisation

### Standorte
- Zum Standort Rendsburg gehören unter anderem die Abteilungen: Zentrale Verwaltung, Medieneinkauf- und Bearbeitung, Katalogisierung, EDV-Service, Fahrbücherei, Fahrdienst (Holstein) und die bibliothekarische Aus- und Weiterbildung.
- Am Standort Flensburg sind die Abteilungen: Lektorat, Katalogisierung, Fahrdienst (Schleswig), sowie die Leihverkehrs- und Ergänzungsbibliothek angesiedelt.

### Leitung (1. Direktor)
- Franz Schriewer 1921–1933
- Hans Peter Johannsen 1933–1945
- Franz Schriewer 1945–1959
- Volker Weimar 1959–1987
- Heinz-Jürgen Lorenzen 1988–2018
- Oke Simons 2019 –

### Das Büchereisystem
- 106 hauptamtlich geleitete Standbüchereien
- 13  hauptamtlich geleitete Fahrbüchereien
- 36  nebenamtlich geleitete Büchereien (zum Teil auf den Nordfriesischen Inseln)

(Stand: 2016)

### Mitgliedschaften und Beteiligungen
- Die Büchereizentrale ist Mitglied des Deutschen Bibliotheksverbandes und der Fachkonferenz der Staatlichen Büchereistellen der Bundesrepublik Deutschland.
- Die Lektoren der Büchereizentrale arbeiten in der bundesweit organisierten Lektoratskooperation und beteiligen sich an der Pflege der Systematik für Bibliotheken (SfB).
- Der Büchereiverein Schleswig-Holstein ist Gesellschafter der ekz.bibliotheksservice GmbH, Reutling.[1]

## Geschichte

### Landesteil Schleswig
Im Oktober des Jahres 1921 gründete der  Wohlfahrts- und Schulverein für Nordschleswig e. V. in Flensburg die Zentrale für Nordmarkbüchereien. Ihre Aufgabe war es, nach der Volksabstimmung in Schleswig ein Büchereiwesen zur Festigung der deutschen Kultur in der deutsch-dänischen Grenzregion zu errichten. Für diese "Bildungspflege" stellte die Preußische Regierung dem Verein für diese Arbeit 2 Mio. Reichsmark als Kapitalgrundlage zur Verfügung.
Aufgrund fehlender Räumlichkeiten war die Zentralstelle in drei Räumen des neu errichteten Gebäudes für das Alte Gymnasium in Flensburg untergebracht. Nach der Fertigstellung des Deutschen Haus 1930, bezog die Zentrale gemeinsam mit der Städtischen Öffentlichen Bücherei den Büchereiflügel des Hauses. Durch eine Neuorganisation des Büchereiwesens in Schleswig-Holstein übernahm die Büchereizentrale 1937 die fachliche Zuständigkeit für die Volksbüchereien der Kreise Schleswig, Husum und Eiderstedt.
Nach dem Ende des Zweiten Weltkriegs erfolgte 1946 eine Umstrukturierung und die Umbenennung des Wohlfahrts- und Schulverein zum Verein für Erwachsenenbildung und Büchereiwesen, Flensburg e. V. Die Zentrale erhielt daraufhin den Namen Zentrale für das deutsche Büchereiwesen, Flensburg. Mit Jahresbeginn 1947 trat der Verein für Erwachsenenbildung und Büchereiwesen der ekz als Gesellschafter bei. Zeitgleich schlossen die Zentrale und die Landesbüchereistelle Schleswig-Holstein ein Abkommen mit dem Norddeutschen Buchhändlerverband e.V. zur Regelung der Belieferung und der Gewinnverteilung beim Bucheinkauf.
Zum 1. Mai 1957 erfolgte die Einführung eines ca. 11.000 Titel der Sachliteratur verzeichnenden, gedruckten Zentralkataloges in den Hauptbüchereien. Mit ihm entstand die Grundlage für einen übergeordneten Regionalen Leihverkehr. Bereits ein halbes Jahr später folgte die Ausweitung der Auslieferung an 40 Dorfbüchereien. Im selben Jahr trat die Büchereizentrale der Arbeitsrechtlichen Vereinigung als Mitglied bei und schloss sich dem Tarifvertrag Öffentliche Dienste, Transport und Verkehr an.
Mit der Anerkennung als buchhändlerisches Unternehmen fand 1958 ein Rechtsstreit zwischen der Büchereizentrale und dem Norddeutschen Verleger- und Buchhändler Verband e. V. sowie dem Börsenverein seinen Abschluss. Das bis vor den Bundesgerichtshof in Karlsruhe geführte Verfahren endete dabei in einem Vergleich. Unter anderem einigte man sich darin auf das Zahlungs-, Liefer- und Auswahlverhalten zwischen den Parteien. Ebenfalls war darin eine neue Firmierung als Büchereizentrale Flensburg, Deutscher Grenzverein für Kulturarbeit im Landesteil Schleswig e. V, abgekürzt Büchereizentrale Flensburg festgehalten. Sie diente einer Vereinheitlichung der Bezeichnungen für die Büchereistellen in Schleswig-Holstein als Büchereizentrale Rendsburg (zugleich Landesbüchereistelle Holstein) und der Büchereizentrale Flensburg (zugleich Landesbüchereistelle Schleswig). Zum 28. Februar des Jahres war bereits Franz Schriewer in den Ruhestand verabschiedet worden. Ihm folgte, zunächst kommissarisch, Volker Weimar als neuer Direktor der Büchereizentrale. In den letzten Tagen des Jahres 1959 konnte die Büchereizentrale in Flensburg ihre neu errichtete  Bücherei Nordertor in Betrieb nehmen. Mit ihr beginnt im Schleswig-Holsteinischen Büchereiwesen eine etwa zehn Jahre andauernde Umstellung von der bis dahin praktizierten Thekenentleihung aus den Magazinen auf die Freihandaufstellung. Nach sehr positiven Erfahrungen wurden im Sommer 1962 die Stadt- und Kreisbüchereien Niebüll und Tönning als erste auf die "neue" Freihandleihe umgestellt.

### Vereinigung
Mit der Gründung des Büchereivereins Schleswig-Holstein am 28. März 1995 ist aus dem damit verbundenen Zusammenschluss der beiden Büchereizentralen der Landesteile Schleswig und Holstein die Büchereizentrale Schleswig-Holstein neu hervorgegangen.